# Vladislav Ryji- Ryjski
Vladislau Riji-Rijski (em bielorrusso: Уладзіслаў Рыжы-Рыжскі, 26 de abril de 1925, Aldeia de Latigal, Distrito de Disenski, Voivodia de Nowogródek, Segunda República Polonesa (Hoje, Distrito de Hlibock, Voblast de Viciebsk, Bielorrússia) - 1 de março de 1978, Nova Iorque, EUA) foi uma figura social, cultural e religiosa bielorrussa. Sacerdote católico ortodoxo, doutor em teologia. Participante do movimento cristão bielorrusso na emigração, fundador e teórico da Igreja Católica Ortodoxa bielorrussa eslava, cientista, teólogo, professor, editor, poeta. Ele apareceu no periódico de emigrantes bielorrussos sob o pseudônimo de U. Sheaf. Primeiro Patriarca do Patriarcado Mundial da América (American World Patriarchs).